# Joan Grant
Joan Grant (* 12. April 1907 als Joan Marshall; † 3. Februar 1989) war eine englische Schriftstellerin.

## Leben
Joan Grant, Tochter des Insektenforschers Jack Marshall, kam zu einigem Ruhm, indem sie behauptete, schon seit ihrer Kindheit hellseherische Träume gehabt zu haben. Mit 16 traf sie angeblich auf H. G. Wells, der ihr geraten habe, ihre Träume für sich zu behalten.
Ihren Mann Esmond soll sie ebenfalls auf übernatürliche Weise kennengelernt haben. Während eines Skiurlaubes in der Schweiz spielte sie auf dem Klavier im Hotel eine der Melodien ihrer Großmutter, als ein Mann auf sie zutrat. Esmond gab an, schon seit zwei Jahren von ihr geträumt zu haben. Als ihr Mann eines Tages aus beruflichen Gründen nach Frankreich fahren musste, meinte Joan die Stimme ihrer verstorbenen Großmutter zu hören, die ihr vom kommenden Tod ihres Mannes berichtete. Esmond starb in der Nacht vor seiner Rückreise nach England. Joan heiratete 1927 erneut, und zwar Leslie Grant, der ihr half, ihre Träume zu notieren. Auch die Schiffskatastrophe der Atlantic, die am 4. Januar 1933 im Ärmelkanal brannte, soll sie in der Nacht vor dem Unglück vorhergesagt haben.
Joan Grant behauptet, sich an über 30 oft weit zurückliegende frühere Leben zu erinnern. Ihre Autobiographie Time out of Mind (in Amerika Far Memory) erschien 1956. Viele ihrer vermeintlichen Erinnerungen veröffentlichte sie in Form historischer Romane. 
Eine ihrer angeblichen Vorinkarnationen war Lavinia in England, die 1875 etwa 20-jährig durch einen Sturz vom Pferd gestorben sein soll. Auch eine Erinnerung an ein Vorleben als eine chinesische Konkubine vor etwa 2000 Jahren wird von ihr erwähnt. Joan Grant beschrieb eine Reihe unterschiedlicher Todesarten, die ihr widerfahren sein sollen, beispielsweise Hinrichtung durch die Guillotine, Scheiterhaufen, Genickbruch beim Tauchen durch Aufprall auf einen Felsen und einen Insektenstich ins Augenlid als ägyptischer Kapitän (Sie wurde tatsächlich einmal so gestochen, die Wunde heilte sehr schwer). 
Die Veröffentlichungen Joan Grants sind rein literarischer Art und haben keine Bedeutung für die Parapsychologie. 

## Romane
- Winged Pharaoh (1937). Seit 1936 begann sich Joan Grant an ein Vorleben als Sekeeta (= Sekhet-a-ra) zu erinnern, die Tochter eines Pharaos (1. Dynastie), die später (zusammen mit ihrem drei Jahre älteren Bruder Neyah) selbst den Thron bestieg. Ein psychometrisches Experiment mit einem Skarabäus soll diese Erinnerung ausgelöst haben. Die Existenz ihres „Far Memory“ soll auf ein einschlägiges Training Sekeetas zurückgehen. Das Buch ist Daisy Sartorius gewidmet, die Grant für die Reinkarnation von Sekeetas Mutter hielt. Sekeeta starb mit 53 Jahren an einer Epidemie. Dabei erwähnt sie auch Pferde, die historisch erst in der 18. Dynastie nachgewiesen sind.
- Life as Carola (1939) handelt von ihrer Vorinkarnation als Carola di Ludovici (* 1510, † 1537) in Perugia.
- Eyes of Horus (1942) (deutsch Augen des Horus, 1996) bezieht sich auf ihr Vorleben als Ra-ab Hotep zur Zeit Amenemhets I. (Anfang 12. Dynastie).
- Lord of the Horizon (1943) handelt ebenfalls von der Ra-ab Hotep Inkarnation.
- Scarlet Feather (deutsch Die rote Feder, 1997) beschreibt ihr Vorleben als Indianerin im 2. Jahrtausend v. Chr.
- Return to Elysium handelt von ihrer Vorinkarnation als Lucina, die Ende des 2. vorchristlichen Jahrhunderts in Griechenland geboren wurde.
- So Moses Was Born betrifft ihr Leben als männlicher Zeitgenosse von Ramses II.